# Bleach: Shattered Blade
Bleach: Shattered Blade é um jogo eletrônico de luta lançado exclusivamente para o Wii em 2007, baseado no mangá Bleach de Tite Kubo.
A banda High and Mighty Color é a responsável pela música-tema do jogo.

## Jogabilidade
Bleach: Shattered Blade é um jogo de luta versus, mas com as zanpakutō, além de golpes normais, há uma série de ataques mais poderosos que requerem ou comandos mais complicados ou uma barra especial de reiatsu.
Um dos diferenciais da edição para Wii será o uso de sensor de movimentos, que poderá ser usado para aplicar golpes imitanto o movimento de uma espada, por exemplo.